# موسلی
latitudeموسلیlongitudeموسلی
موسلی (به انگلیسی: Mossley) یک شهرک در بریتانیا است که در انگلستان واقع شده‌است.

## خصوصیات
موسلی ۹٬۸۵۶ نفر جمعیت دارد.

## خواهرخوانده
شهر Hem خواهرخواندهٔ موسلی هست.